# Constanța Burcică
Constanța Burcică (* 15. März 1971 in Sohatu, Kreis Călărași als Constanța Pipotă) ist eine ehemalige rumänische Ruderin. Sie ist dreifache Olympiasiegerin im Leichtgewichts-Doppelzweier, insgesamt konnte sie in ihrer Karriere fünf olympische Medaillen sowie fünf Weltmeistertitel erringen. Damit zählt sie zu den erfolgreichsten Ruderinnen aller Zeiten.
Burcică, die dem Sportverein Dinamo Bukarest angehörte, begann im Alter von 14 Jahren mit dem Rudern. An der Universität George Bacovia Bacău studierte sie Sport. Bei den Olympischen Sommerspielen 1992 in Barcelona gewann sie im Doppelvierer die Silbermedaille. Sie versuchte sich im Einer zu etablieren, kam aber bei den Weltmeisterschaften 1995 in Tampere nicht über den elften Platz hinaus.
Daraufhin wechselte sie in den erstmals olympischen Leichtgewichts-Doppelzweier und wurde 1996 in Atlanta zusammen mit Camelia Macoviciuc Olympiasiegerin. Im gleichen Jahr wurde sie zudem Weltmeisterin im Leichtgewichts-Einer. 1999 gewann sie in St. Catharines mit Macoviciuc im Doppelzweier bei den Weltmeisterschaften. Mit der neuen Ruderpartnerin Angela Alupei konnte sie 2000 in Sydney den Olympiasieg wiederholen.
Zusammen mit Camelia Mihalcea wurde sie bei den Weltmeisterschaften 2003 in Mailand Dritte. 2004 in Athen konnte sie zum dritten Mal in Folge das olympische Rennen gewinnen, diesmal wieder mit Angela Alupei. Anschließend wechselte sie zum rumänischen Achter. 2008 errang Burcică ihre letzte Olympiamedaille, eine bronzene, mit dem rumänischen Achter. Im September 2008 verteidigte sie mit dem rumänischen Achter den Titel bei den EM und zog sich anschließend vom aktiven Leistungssport zurück.

## Auszeichnungen
Im August 2008 erhielt Constanța Burcică von Staatspräsident Traian Băsescu den Verdienstorden „Meritul sportiv“ III. Klasse mit zwei Streifen.